# Kay Stammers
Katherine « Kay » Esther Stammers épouse Menzies puis Bullitt (3 avril 1914, St Albans, Angleterre – 23 décembre 2005, Louisville, Kentucky) est une joueuse de tennis britannique des années 1930 et 1940.

## Biographie
Née de parents fortunés, Kay Stammers s'est très jeune initiée au tennis sur le court en gazon de la maison familiale. Gauchère dotée d'un coup droit puissant, elle s'est orientée vers le jeu d'attaque.
Joueuse de second plan derrière Helen Wills, Helen Jacobs et Alice Marble, c'est en double dames que Kay Stammers a obtenu ses meilleurs résultats, gagnant Wimbledon à deux reprises aux côtés de Freda James Hammersley (1935 et 1936) et Roland-Garros avec Peggy Scriven (1935). En 1936, associée à Marble, elle a perdu en demi-finale contre la paire Jacobs-Palfray à l'US Women's National Championship, au terme d'un match long de quarante-huit jeux (2-6, 19-21).
En simple, Kay Stammers a aussi signé quelques performances significatives. À l'occasion d'un tournoi à Beckenham en 1935, elle est ainsi devenue la première Britannique en onze ans à infliger à Wills une défaite. En 1939, elle a surtout été finaliste à Wimbledon, battue par Marble non sans avoir sorti Jacobs en quarts.
Au-delà du tennis, Kay Stammers a beaucoup alimenté les chroniques mondaines de la presse anglo-saxonne, par exemple pour ses jupes au-dessus des genoux et pour un rendez-vous galant avec John Fitzgerald Kennedy largement photographié.
Pendant la Seconde Guerre mondiale, elle a joué des exhibitions au profit de la Croix-Rouge et servi comme ambulancière. 
Le conflit terminé, elle a été capitaine de l'équipe britannique de Wightman Cup pendant quelques années. 
Chaque année jusqu'à la fin de sa vie, Kay Stammers a assisté au tournoi de Wimbledon.

## Palmarès (partiel)

### Titre en simple dames
| No | Date       | Nom et lieu du tournoi                     | Catégorie | Surface      | Finaliste   | Score         |          |
| -- | ---------- | ------------------------------------------ | --------- | ------------ | ----------- | ------------- | -------- |
| 1  | 29-09-1934 | 45th Pacific Coast Championships, Berkeley |           | Terre (ext.) | Freda James | 4-6, 6-3, 6-4 | Parcours |

### Finale en simple dames
| No | Date       | Nom et lieu du tournoi       | Catégorie | Surface      | Vainqueure   | Score    |          |
| -- | ---------- | ---------------------------- | --------- | ------------ | ------------ | -------- | -------- |
| 1  | 26-06-1939 | The Championships, Wimbledon | G. Chelem | Gazon (ext.) | Alice Marble | 6-2, 6-0 | Parcours |

### Titres en double dames
| No | Date       | Nom et lieu du tournoi               | Catégorie | Surface      | Partenaire       | Finalistes                     | Score    |          |
| -- | ---------- | ------------------------------------ | --------- | ------------ | ---------------- | ------------------------------ | -------- | -------- |
| 1  | 20-05-1935 | Internationaux de France Paris       | G. Chelem | Terre (ext.) | Margaret Scriven | Ida Adamoff Hilde Sperling     | 6-4, 6-0 | Parcours |
| 2  | 24-06-1935 | The Championships Wimbledon          | G. Chelem | Gazon (ext.) | Freda James      | Simonne Mathieu Hilde Sperling | 6-1, 6-4 | Parcours |
| 3  | 28-09-1935 | Pacific Coast Championships Berkeley |           | Terre (ext.) | Freda James      | Evelyn Dearman Nancy Lyle      | 8-6, 6-2 | Parcours |
| 4  | 22-06-1936 | The Championships Wimbledon          | G. Chelem | Gazon (ext.) | Freda James      | Sarah Fabyan Helen Jacobs      | 6-2, 6-1 | Parcours |
| 5  | 03-10-1937 | Pacific Coast Championships Berkeley |           | Terre (ext.) | Freda James      | Helen Jacobs Dorothy Workman   | 6-1, 6-4 | Parcours |

### Finale en double dames
| No | Date       | Nom et lieu du tournoi                 | Catégorie | Surface      | Vainqueures               | Partenaire  | Score    |          |
| -- | ---------- | -------------------------------------- | --------- | ------------ | ------------------------- | ----------- | -------- | -------- |
| 1  | 07-09-1939 | US National Championships Forest Hills | G. Chelem | Gazon (ext.) | Sarah Fabyan Alice Marble | Freda James | 7-5, 8-6 | Parcours |

### Finales en double mixte
| No | Date       | Nom et lieu du tournoi                 | Catégorie | Surface      | Vainqueures                | Partenaire       | Score         |          |
| -- | ---------- | -------------------------------------- | --------- | ------------ | -------------------------- | ---------------- | ------------- | -------- |
| 1  | 29-08-1935 | US National Championships Forest Hills | G. Chelem | Gazon (ext.) | Sarah Fabyan Enrique Maier | Roderich Menzel  | 6-4, 4-6, 6-3 | Parcours |
| 2  | 03-10-1937 | Pacific Coast Championships Berkeley   |           | Terre (ext.) | Helen Wills Donald Budge   | Gerald Stratford | 6-2, 4-6, 6-3 | Parcours |

## Parcours en Grand Chelem (partiel)
Si l’expression « Grand Chelem » désigne classiquement les quatre tournois les plus importants de l’histoire du tennis, elle n'est utilisée pour la première fois qu'en 1933, et n'acquiert la plénitude de son sens que peu à peu à partir des années 1950.

### En simple dames
| Année | Championnat d'Australie | Championnat d'Australie | Internationaux de France | Internationaux de France | Wimbledon      | Wimbledon        | US National | US National |
| ----- | ----------------------- | ----------------------- | ------------------------ | ------------------------ | -------------- | ---------------- | ----------- | ----------- |
| 1931  | -                       | -                       | -                        | -                        | 2e tour (1/32) | Dorothy Round    | -           | -           |
| 1932  | -                       | -                       | -                        | -                        | 4e tour (1/8)  | Mary Heeley      | -           | -           |
| 1933  | -                       | -                       | 3e tour (1/8)            | Helen Jacobs             | 4e tour (1/8)  | Simonne Mathieu  | -           | -           |
| 1934  | -                       | -                       | 1/4 de finale            | Cilly Aussem             | 3e tour (1/16) | J. Goldschmidt   | -           | -           |
| 1935  | -                       | -                       | 1er tour (1/32)          | S. Pannetier             | 1/4 de finale  | Hilde Sperling   | -           | -           |
| 1936  | -                       | -                       | -                        | -                        | 1/4 de finale  | J. Jędrzejowska  | -           | -           |
| 1937  | -                       | -                       | -                        | -                        | 4e tour (1/8)  | Margaret Scriven | -           | -           |
| 1938  | -                       | -                       | -                        | -                        | 1/4 de finale  | Helen Wills      | -           | -           |
| 1939  | -                       | -                       | -                        | -                        | Finale         | Alice Marble     | -           | -           |
| 1946  | -                       | -                       | -                        | -                        | 1/4 de finale  | Dorothy Bundy    | -           | -           |
| 1947  | -                       | -                       | -                        | -                        | 1/4 de finale  | Margaret Osborne | -           | -           |

À droite du résultat, l’ultime adversaire.

### En double dames
| Année | Championnat d'Australie | Championnat d'Australie | Internationaux de France    | Internationaux de France   | Wimbledon                    | Wimbledon                   | US National        | US National               |
| ----- | ----------------------- | ----------------------- | --------------------------- | -------------------------- | ---------------------------- | --------------------------- | ------------------ | ------------------------- |
| 1932  | -                       | -                       | -                           | -                          | 2e tour (1/16) Sheila Hewitt | Lolette Payot Muriel Thomas | -                  | -                         |
| 1933  | -                       | -                       | 2e tour (1/8) Joan Ingram   | Ida Adamoff Helen Jacobs   | 1/4 de finale Jędrzejowska   | S. Mathieu E. Ryan          | -                  | -                         |
| 1934  | -                       | -                       | 2e tour (1/8) Mary Hardwick | Madzy Rollin Muriel Thomas | 3e tour (1/8) Phyllis King   | D. Andrus Sylvie Jung       | -                  | -                         |
| 1935  | -                       | -                       | Victoire M. Scriven         | Ida Adamoff H. Sperling    | Victoire Freda James         | S. Mathieu H. Sperling      | -                  | -                         |
| 1936  | -                       | -                       | 1/4 de finale M. Scriven    | E. Belliard S. Iribarne    | Victoire Freda James         | Sarah Fabyan Helen Jacobs   | -                  | -                         |
| 1937  | -                       | -                       | -                           | -                          | 1/4 de finale Freda James    | Phyllis King Elsie Pittman  | -                  | -                         |
| 1938  | -                       | -                       | -                           | -                          | 1/4 de finale Freda James    | Bobbie Heine M. Morphew     | -                  | -                         |
| 1939  | -                       | -                       | -                           | -                          | 1/2 finale Freda James       | Sarah Fabyan Alice Marble   | Finale Freda James | Sarah Fabyan Alice Marble |
| 1946  | -                       | -                       | -                           | -                          | 1/2 finale Jean Nicholl      | Pauline Betz Doris Hart     | -                  | -                         |
| 1947  | -                       | -                       | -                           | -                          | 1/2 finale W. Lincoln        | Louise Brough M. Osborne    | -                  | -                         |
| 1948  | -                       | -                       | -                           | -                          | 3e tour (1/8) Betty Hilton   | Helen Rihbany B. Scofield   | -                  | -                         |
| 1949  | -                       | -                       | -                           | -                          | 2e tour (1/16) M. Whitmarsh  | Louise Brough M. Osborne    | -                  | -                         |

Sous le résultat, la partenaire ; à droite, l’ultime équipe adverse.

### En double mixte
| Année | Championnat d'Australie | Championnat d'Australie | Internationaux de France | Internationaux de France | Wimbledon | Wimbledon | US National      | US National                |
| 1935  | -                       | -                       | -                        | -                        | -         | -         | Finale R. Menzel | Sarah Fabyan Enrique Maier |

Sous le résultat, le partenaire ; à droite, l’ultime équipe adverse.